# Даріо Дам'янович
Даріо Дам'янович (босн. Dario Damjanović, нар. 23 липня 1981, Градачац, СФРЮ) — боснійський футболіст, півзахисник клубу «Звєзда» (Градачац). Виступав на національну збірну Боснії і Герцеговини.
Чемпіон Хорватії. Дворазовий володар Суперкубка Хорватії.

## Клубна кар'єра
У дорослому футболі дебютував 2001 року виступами за команду клубу «Модрича», в якій провів три сезони.
Своєю грою за цю команду привернув увагу представників тренерського штабу клубу «Хайдук» (Спліт), до складу якого приєднався 2004 року. Відіграв за сплітської команди наступні чотири сезони своєї ігрової кар'єри. Більшість часу, проведеного у складі «Хайдука», був основним гравцем команди.
Протягом 2008—2009 років захищав кольори команди клубу «Промінь-Енергія».
2009 року уклав контракт з клубом «Кайзерслаутерн», у складі якого провів наступні два роки своєї кар'єри гравця. Граючи у складі «Кайзерслаутерна» також здебільшого виходив на поле в основному складі команди.
Згодом з 2011 по 2015 рік грав у складі команд клубів «Челік» (Зениця), «Нові-Пазар», «Ягодина», «Гонконг Пегасус» та ОФК (Белград).
До складу клубу «Звєзда» (Градачац) приєднався 2016 року. Станом на 2 серпня 2017 відіграв за команду з Градачаца 24 матчі в національному чемпіонаті.

## Виступи за збірну
2004 року дебютував в офіційних матчах у складі національної збірної Боснії і Герцеговини.

## Досягнення
- Чемпіон Хорватії:

«Хайдук» (Спліт): 2004–2005
- Володар Кубка Боснії і Герцеговини:

«Модрича»: 2003–2004
- Володар Суперкубка Хорватії:

«Хайдук» (Спліт): 2004, 2005
- Володар Кубка Сербії:

«Ягодина»: 2012–2013